# Фрей, Альберт
Альберт Фрей (нем. Albert Frey; 16 февраля 1913, Гейдельберг — 1 сентября 2003, Гейдельберг) — немецкий офицер войск СС, штандартенфюрер СС, кавалер Рыцарского креста Железного креста с Дубовыми листьями.

## Биография
Альберт Фрей родился 16 февраля 1913 года в городе Гейдельберг. 15 июня 1933 года вступил в СС (служебное удостоверение № 111 913), а 1 мая 1937 в НСДАП (партийный билет № 4 137 086). С 1934 служил в частях усиления СС. 1 апреля 1938 года был переведён в 3-й штурмбанн Лейбштандарта СС «Адольф Гитлер», где 1 августа 1940 стал командиром 14-го штурма.
Альбер Фрей принял участие в Польской, Французской, Балканской кампаниях и в боях на Восточном фронте. 16 октября 1941 был назначен командиром 3-го батальона полка СС «Лейбштандарт СС Адольф Гитлер».
После развёртывания бригады СС «Лейбштандарт СС Адольф Гитлер» в дивизию Фрей в июне 1942 года был назначен командиром 1-го батальона 1-го моторизованного полка СС этой дивизии, во главе которого отличился в боях под Харьковом.
С мая 1943 командовал 1-м моторизованным полком СС «Лейбштандарт СС Адольф Гитлер». 27 декабря 1943 Альберт Фрей был награждён дубовыми листьями к Рыцарскому кресту.
В ходе боёв с англо-американскими войсками, высадившимися в Нормандии, Альберт был тяжело ранен 20 июля 1944 года. После выздоровления зачислен в резерв. До 1948 года находился в американском плену. Альберт Фрей покончил жизнь самоубийством 1 сентября 2003 года в Гейдельберге.

## Чины
- Унтерштурмфюрер СС (19 марта 1938)
- Оберштурмфюрер СС (20 апреля 1939)
- Гауптштурмфюрер СС (8 ноября 1940)
- Штурмбаннфюрер СС (20 апреля 1942)
- Оберштурмбаннфюрер СС (5 июля 1943)
- Штандартенфюрер СС (6 августа 1944)

## Награды
- Железный крест (1939)
  - 2-й степени (25 сентября 1939)
  - 1-й степени (30 июня 1940)
  - Кольцо СС «Мертвая голова» (12.11.1941)
- Медаль «За зимнюю кампанию на Востоке 1941/42» (1 августа 1942)
- Знак «за ранение»
- Немецкий крест в золоте (17 ноября 1941) — гауптштурмфюрер СС, командир 3-го батальона моторизованной бригады СС «Лейбштандарт СС Адольф Гитлер»
- Рыцарский крест Железного креста с Дубовыми листьями
  - Железный крест 2 класса (3 марта 1943) — штандартенфюрер СС, командир 1-го батальона 1-го моторизованного полка СС «Лейбштандарт СС Адольф Гитлер»
  - Дубовые листья (№ 359) (27 декабря 1943) — оберштурмбаннфюрер СС, командир 1-го моторизованного полка СС «Лейбштандарт СС Адольф Гитлер»